# 江苏粘体虫
江苏粘体虫（学名：Myxosoma kiangsuensis）为粘体科粘体虫属的动物。在中国，分布于江苏等，营寄生生活，寄生在鳙的鳃、肝、肠系膜、脾。